# Sparse-Datei
Eine Sparse-Datei (englisch sparse file; sparse für „dünnbesetzt“, „spärlich“ oder „zerstreut“) bezeichnet eine Datei, die in einem Dateisystem kompakt gespeichert werden kann, da sie weniger Daten enthält als die angegebene Dateigröße – sie enthält also Abschnitte mit unbestimmtem Inhalt. In einer Sparse-Datei wechseln sich Bereiche, in denen sich bereits gespeicherte Daten befinden, mit Bereichen ab, die noch nicht beschrieben wurden. Für diese unbeschriebenen Bereiche muss im Dateisystem kein Platz belegt werden.

## Grundlagen

Prinzip einer Sparse-Datei: Unbestimmte Bereiche der Datei brauchen nicht gespeichert zu werden, stattdessen werden nur die Informationen über deren Umfang in den Metadaten der Datei gespeichert

Es handelt sich um eine platzsparende Speicherungsform für Dateien, die (große) Bereiche mit unbestimmtem Inhalt enthalten. Diese Art der Speicherung kommt aus der Welt der inodebasierten Dateisysteme. Im Allgemeinen ist vom Dateisystem vorgegeben, dass diese unbestimmten Bereiche bei lesendem Zugriff als Folge von Nullzeichen wiedergegeben werden. Moderne Dateisysteme unixähnlicher Betriebssysteme, NTFS und APFS unterstützen diese Möglichkeit.
Bei einer Sparse-Datei werden nur die Teile im Hintergrundspeicher abgelegt, in die auch tatsächlich Daten geschrieben worden sind. Solche Dateien können entstehen, wenn in die Datei Blöcke an verschiedene Stellen innerhalb der Datei geschrieben werden, sodass diese Blöcke nicht aneinandergrenzen. Dadurch entstehen dazwischen Bereiche innerhalb der Datei, die keinen definierten Inhalt aufweisen. So kann z. B. eine Datei mit einer nominellen Länge von 100 GiB effektiv nur einen logischen Block im Dateisystem umfassen, wenn etwa nur an einer Stelle in der Datei Daten geschrieben wurden.
Nicht alle Datei- und Betriebssysteme unterstützen Sparse-Dateien, die am Ende einen undefinierten Bereich besitzen.
Eine solche Form der Speicherung kann sehr sinnvoll bei einigen Formen von Binärdatenbanken sein, sowie bei der Abbildung von Partitionen in eine Datei (z. B. bei der Virtualisierung).

## Hole Punching
War es anfangs nicht möglich, einmal belegten Platz wieder zurückzugewinnen, so gibt es ab Linux-Kernel 2.6.38 die Möglichkeit, per fallocate-Systemaufruf ein Loch, englisch hole, in eine Datei zu stanzen, englisch punch(ing). Auf unterstützten Dateisystemen werden dabei grundsätzlich ganze Datenblöcke im gestanzten Bereich auf dem Datenträger wieder freigegeben. Seit Kernel-Version 3.2 werden die entsprechenden Datenblöcke zusätzlich per TRIM-Befehl auch auf dem Datenspeicher selbst freigegeben, wenn dieser das unterstützt – das ist bei vielen Flash-basierten Speichermedien, etwa SSDs, der Fall.

## Probleme bei der Verwendung
Sparse-Dateien können beim Kopieren zu Problemen führen: Beim Kopieren auf ein anderes Dateisystem, das keine Sparse-Dateien unterstützt, kann die Zieldatei nicht in kompakter Form erstellt werden. Daher werden die undefinierten Bereiche der Quelldatei bei der Zieldatei als Nullzeichen geschrieben. Dies liefert eine signifikant größere Zieldatei. Das Zieldateisystem muss über ausreichend Kapazität verfügen. Darüber hinaus müssen sowohl Kopier- bzw. Backupprogramm als auch das Betriebssystem des Ziels Sparse-Dateien unterstützen und sie als solche erkennen können.
Zu speichernde Dateien werden im Allgemeinen vom Betriebssystem nicht automatisch als Sparse-Dateien angelegt, sondern die Datei-erzeugende/-verwendende Anwendung muss gesonderte Betriebssystem-Routinen dafür verwenden – die meisten Betriebssysteme erzeugen nicht „automatisch“ Sparse-Dateien.
Auf klassischen direktadressierbaren Datenspeichern, beispielsweise Festplatten, führen Sparse-Dateien aufgrund ihrer inhärenten Fragmentierung zu Geschwindigkeitseinbußen beim linearen Lesezugriff. Auf Flash-basierte Speichermedien wie SSDs trifft dies jedoch nicht zu.

## NTFS-Sparse
Das Windows-Dateisystem NTFS verfügt im Gegensatz zu unixbasierten Dateisystemen ab Version 3 über ein spezielles Dateiattribut, welches das Eingabe-/Ausgabesubsystem des Windows-Dateisystems veranlasst, für zusammenhängende Bereiche einer Datei, die lediglich aus Nullwerten besteht, keinen Speicher auf dem Datenträger zu belegen.
Sowohl normale als auch komprimierte Daten können von NTFS als Sparse-Datei behandelt werden. Unter Windows Server 2003 und Windows XP kann eine einmal als Sparse-Datei deklarierte Datei von NTFS nicht mehr in eine normale Datei umgewandelt werden. Bei späteren Windows-Versionen ist dies nur möglich, wenn keine Löcher mehr vorhanden sind.
Die für unixbasierte Dateisysteme genannten Probleme bestehen im Prinzip in gleicher Weise bei NTFS, wobei allerdings das Dateiattribut dafür sorgt, dass zumindest nach den generellen Programmierrichtlinien geschriebene Programme Sparse-Dateien transparent kopieren können, ohne dass die Sparse-Eigenschaft verloren geht.

## Behandlung von Sparse-Dateien unter Unix- und ähnlichen Systemen

### Erzeugen von Sparse-Dateien
Sparse-Dateien lassen sich beispielsweise mit dem Unix-Kommando dd erzeugen:
```
dd
 if=
/dev/zero
 of=sparsefile bs=1 count=1 seek=9999999
```

Dieses exemplarische Kommando erzeugt eine 10 Megabyte große Sparse-Datei, indem es den Schreibzeiger mittels seek auf die Position 9999999 setzt, und dann ein Byte schreibt.
Das Erzeugen von Sparse-Dateien, die in einem „Loch“ enden, ist bei manchen dd-Implementierungen nur indirekt möglich. Dazu muss zunächst eine Datei erzeugt werden, die wie im obigen Beispiel auf geschriebenen Daten endet. Danach kann der letzte Datenanteil der Datei mit Hilfe des Systemaufrufs truncate() bzw. ftruncate() entfernt werden. Dies gilt beispielsweise für Solaris. Für Linux reicht es, count=0 zu setzen, um zu verhindern, dass nach dem „Loch“ noch Daten geschrieben werden. Unter Linux wird, wenn count=0 gesetzt wurde, ohne Schreiboperation nur ein ftruncate() ausgeführt, was eine Sparsedatei ohne ein vom Null-Byte verschiedenes Zeichen darin anlegt.
Mit dem GNU-dd lässt sich eine identische Datei auch mit dem folgenden verkürzten Aufruf erzeugen:
```
dd of=sparsefile bs=1 count=0 seek=10000000
```

### Erkennen von Sparse-Dateien
Bei Sparse-Dateien unterscheidet sich die logische und physische Dateigröße. Während die logische Dateigröße auch die Null-Bytes umfasst, bezeichnet die physische Dateigröße den Platz, den die Datei tatsächlich im Dateisystem benötigt.
Die option -s des Unix-Kommandos ls zeigt zusätzlich die physische Dateigröße an, allerdings in Blocks. Mit -k wird auch die logische Größe in Blocks angezeigt, mit -h werden beide im lesbaren Format angezeigt:
```
 ls -lhs sparse-file
 ls -lks sparse-file
```

Alternativ kann mit dem Unix-Kommando du die logische Dateigröße angezeigt werden,
allerdings zunächst auch in Blocks. Die Option --block-size 1 zeigt die physische Größe in Bytes an,
während --bytes die logische Größe in Bytes anzeigt:
```
 du --block-size 1 sparse-file
 du --bytes sparse-file
```

### Anwendungsbeispiel
Im Folgenden wird eine 10 MB große Sparse-Datei erzeugt. Beim Vergleich mit einer 3 MB großen Datei fällt erst durch einen einfachen du-Aufruf auf, dass es sich um eine Sparse-Datei handelt, welche nur 10 Blöcke auf der Festplatte benötigt.
```
>
 
dd
 
if
=
/dev/zero
 
of
=
sparsefile
 
bs
=
1
 
count
=
0
 
seek
=
10M

0
+0
 
Datensätze
 
ein

0
+0
 
Datensätze
 
aus

0
 
Bytes
 
(
0
 
B
)
 
kopiert,
 
2
,9615e-05
 
s,
 
0
,0
 
kB/s
>
 
dd
 
if
=
/dev/urandom
 
of
=
normalfile
 
bs
=
1M
 
count
=
3

3
+0
 
Datensätze
 
ein

3
+0
 
Datensätze
 
aus

3145728
 
Bytes
 
(
3
,1
 
MB
)
 
kopiert,
 
1
,71034
 
s,
 
1
,8
 
MB/s
>
 
ls
 
-lh
insgesamt
 
3
,1M
-rw-r--r--
 
1
 
sven
 
users
 
3
,0M
 
18
.
 
Mai
 
03
:08
 
normalfile
-rw-r--r--
 
1
 
sven
 
users
 
10M
 
18
.
 
Mai
 
03
:06
 
sparsefile
>
 
du
 
*

3075
 
normalfile

10
 
sparsefile

```

## Behandlung von Sparse-Dateien unter Microsoft Windows

### Erzeugen von Sparse-Dateien
Eine Datei lässt sich mit dem Windows-Kommando fsutil als Sparse-Datei kennzeichnen:
```
fsutil sparse setflag <Dateiname>
```

Dadurch werden bei zukünftigen Schreiboperationen ungeschriebene Bereiche der Datei nicht auf dem Datenträger allokiert. Um bereits vorhandene Bereiche einer als Sparse-Datei markierten Datei freizugeben, kann ebenfalls das Kommando verwendet werden:
```
fsutil sparse setrange <Dateiname> <Position in Byte> <Länge in Byte>
```

Dadurch wird der angegebene Bereich deallokiert. Zu beachten ist dabei, dass nur vollständige Blöcke, deren Länge ein Vielfaches von 64 KiB betragen und deren Startpositionen sich an Vielfachen von 64 KiB befinden, freigegeben werden können.
Um diese Operationen programmgesteuert durchzuführen, kann die Kernel-Funktion DeviceIoControl mit den Kontrollcodes FSCTL_SET_SPARSE und FSCTL_SET_ZERO_DATA verwendet werden. Letzterer Code funktioniert auch bei Dateien, die keine Sparse-Dateien sind, jedoch werden die Datenbereiche nicht freigegeben, sondern mit Null-Bytes gefüllt.

### Erkennen von Sparse-Dateien
Ob eine Datei eine Sparse-Datei ist, kann ebenfalls mit dem fsutil-Kommando ermittelt werden:
```
fsutil sparse queryflag <Dateiname>
```

Um die tatsächlich allozierten Bereiche aufzulisten, wird das Kommando wie folgt aufgerufen:
```
fsutil sparse queryrange <Dateiname>
```

### Erzeugen von Sparse-Dateien mit MSSQL
Das Erzeugen von Sparse-Dateien durch MSSQL ab Version 2005 ist als Datenbank-Snapshot möglich. Die folgenden SQL-Anweisungen erzeugen eine Sparse-Datei der Größe 2 Gigabyte unter dem Namen C:\UnCompressed\Dummy_Snap.mdf
```
 CREATE DATABASE [Dummy]
 ON PRIMARY (NAME=N'Dummy',FILENAME=N'C:\UnCompressed\Dummy.mdf',SIZE=2097152KB)
 LOG ON  (NAME=N'Dummy_log',FILENAME=N'C:\UnCompressed\Dummy_log.ldf')
 GO
 CREATE DATABASE [Dummy_Snap]
 ON PRIMARY (NAME=N'Dummy',FILENAME=N'C:\UnCompressed\Dummy_Snap.mdf')
 AS SNAPSHOT OF [Dummy]
```